# زجاج ياقوت الذهب

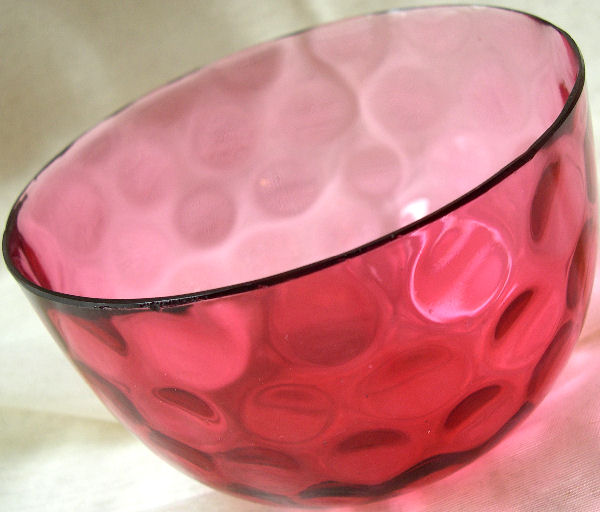
إناء مصنوع من زجاج ياقوت الذهب

زجاج ياقوت الذهب (ملاحظة 1) هو نوع من أنواع الزجاج الأحمر الذي يحصل عليه من إضافة أملاح الذهب أو الذهب الغرواني إلى مصهور الزجاج أثناء تشكيله.
يستخدم زجاج ياقوت الذهب يشكل أساسي في التزيين وفي صناعة حاجيات الزينة.

## الإنتاج
عادة ما ينتج زجاج ياقوت الذهب في الحرف اليدوية بدل إنتاجه آلياً بكميات كبيرة، وذلك بسبب ارتفاع سعر الذهب.
يستخدم ملح كلوريد الذهب إما جاهزاً أو بإذابة الذهب في الماء الملكي؛ وقد يضاف كلوريد القصديروز بكميات صغيرة كمختزل.

## هوامش
ملاحظة 1 زجاج ياقوت الذهب (Gold Ruby Glass) يعرف أيضاً باسم زجاج التوت البري الأحمر Cranberry glass.